# Anisolophia glauca
Anisolophia glauca là một loài bọ cánh cứng trong họ Cerambycidae.